# Lefkónoiko
Lefkónoiko är en ort i Cypern.   Den ligger i distriktet Eparchía Ammochóstou, i den östra delen av landet, 30 km öster om huvudstaden Nicosia. Lefkónoiko ligger 62 meter över havet och antalet invånare är 3 187. Den ligger på ön Cypern.
Terrängen runt Lefkónoiko är platt söderut, men norrut är den kuperad. Terrängen runt Lefkónoiko sluttar söderut.Trakten runt Lefkónoiko är ganska glesbefolkad, med 25 invånare per kvadratkilometer. Närmaste större samhälle är Tríkomo, 14,8 km öster om Lefkónoiko. Trakten runt Lefkónoiko är i huvudsak ett öppet busklandskap.